# Новые Трояны
Новые Трояны (укр. Нові Трояни) — село, относится к Болградскому району Одесской области Украины, расположенное на реке Большой Котлабух. Находится в 42 км от районного центра и в 12 км от железнодорожной станции Чадыр-Лунга.
Население по переписи 2001 года составляло 4234 человека. Почтовый индекс — 68711. Телефонный код — 4846. Занимает площадь 3,72 км². Код КОАТУУ — 5121485301.

## Население и национальный состав
По данным переписи населения Украины 2001 года распределение населения по родному языку было следующим (в % от общей численности населения):
По Новотроянскому сельскому совету: украинский — 1,39 %;
русский — 1,57 %;
болгарский — 95,63 %;
гагаузский — 0,73 %;
молдавский — 0,47 %;
цыганский — 0,09 %;
румынский — 0,02 %.

## Местный совет
68711, Одесская обл., Болградский р-н, с. Новые Трояны, ул. Школьная,71
Новые Трояны — центр сельского Совета.  

## История
Село основано болгарскими колонистами в 1820 году. В начале 1906 года в Новых Троянах произошли крестьянские волнения. Их участники отказались уплатить недоимки, потребовали на сходе переизбрания полицейского стражника. Полиция арестовала К. Н. Бондаря и В. Д. Мирчева за агитационную работу. Советская власть установлена в январе 1918 года. Оккупировавшие село в январе 1918 года войска Румынии грабили население, чинили насилие, убивали мирных жителей. В декабре 1918 года крестьяне выступили против оккупантов, пытавшихся забрать последний хлеб. В селе были произведены аресты. Советская власть восстановлена в июне 1940 года. Первый колхоз «Путь к коммунизму» организован в августе 1946 года.

## География и современное состояние
За находящимся в селе колхозом «Путь к коммунизму» закреплено 6,5 тыс. га сельскохозяйственных угодий, в том числе 5,1 тыс. га пахотной земли, 519 га виноградников. Хозяйство зернового направления с развитыми животноводством и виноградарством. Подсобные предприятия: кирпичный завод, каменоломня, маслобойня. 23 передовика производства удостоены правительственных наград. Руководитель механизированного звена В. С. Кара и звеньевой механизаторов М. П. Домущи награждены орденами Ленина и Октябрьской Революции. Орден Ленина вручен доярке М. Н. Бондарь и бригадиру полеводов И. Г. Енакиеву, орден Октябрьской Революции — бригадиру Д. П. Абдуле. В селе имеется комбинат коммунальных услуг.
В средней школе обучаются 864 ученика, работают 60 учителей. Имеются дом культуры со зрительным залом на 650 мест, четыре библиотеки с книжным фондом 34 тыс. экземпляров, участковая больница на 35 коек, где работают 4 врача и 23 работника со средним медицинским образованием, детский сад на 120 мест. К услугам жителей — девять магазинов, столовая, комбинат бытового обслуживания, отделение связи, сберегательная касса. За 1967—1977 гг. построено 86 жилых домов.

## Достопримечательности
У Новых Троянов на территории поселения эпохи поздней бронзы найден клад бронзовых орудий труда и оружия, состоящий из топоров, серпов, копий (конец II тысячелетия до н. э.). Обнаружены остатки поселения периода Киевской Руси (X—XI века).